# السر (إب)

تعديل مصدري - تعديل

السر هي إحدى قرى عزلة الروس بمديرية إب التابعة لمحافظة إب، بلغ تعداد سكانها 683 نسمة حسب تعداد اليمن لعام 2004.